# Pacific Rim (film)
Pour les articles homonymes, voir Pacific Rim.
Série
Pacific Rim: Uprising
(2018)
Pour plus de détails, voir Fiche technique et Distribution.
Pacific Rim ou Rives du Pacifique au Québec est un film de science-fiction américano-mexicain réalisé par Guillermo del Toro, sorti en 2013.
Coécrit par le réalisateur Guillermo del Toro et Travis Beacham, le film met en scène des Humains utilisant des robots Mecha pour affronter des Kaijūs. Ces derniers sont des créatures extraterrestres sorties d'une brèche interdimensionnelle près de la faille géologique au fond de l'océan Pacifique en août 2013. Pour les affronter un nouveau genre d'arme a été conçu : des robots géants, appelés les Jaeger, contrôlés en simultané par deux pilotes dont les esprits sont reliés par un pont neuronal. Si les premiers modèles ont permis la victoire, les monstres reviennent plus forts et quelques années plus tard, les Humains subissent une vague de revers. À la veille de la défaite, alors que le programme Jaeger vient d'être abandonné, les forces qui défendent l’Humanité n’ont d’autre choix que se tourner vers deux héros improbables : Raleigh Becket, un ancien pilote encore traumatisé par la mort de son frère pendant un affrontement contre un kaiju et Mako Mori, une recrue encore jamais allée sur le terrain, ayant perdu sa famille qui a été tuée par un Kaijū.
Une suite, Pacific Rim: Uprising, réalisée par Steven S. DeKnight, est sortie en 2018.

## Synopsis
En 2013, de gigantesques monstres appelés Kaijūs émergent d'un portail interdimensionnel appelé « La Brèche » au fond de l'océan Pacifique, aux alentours de Guam. Au cours des trois premières années, les Kaijus causent des ravages terribles sur les villes côtières le long du Cercle de Feu, comme San Francisco, San José del Cabo, Sydney, Manille et Hong Kong. L'Humanité répond en s'unissant : le Corps de Défense Pan Pacifique (Pan Pacific Defense Corps) est créé et des robots géants appelées Jaegers (« chasseurs » en allemand) sont fabriqués pour lutter contre la menace étrangère. Le stress mental du pilotage de la machine étant beaucoup trop important pour un pilote seul, chaque Jaeger est piloté par deux personnes ou plus. Les pilotes sont ainsi reliés par un pont neuronal dans un processus appelé « dérive » pour partager ce stress.
En 2020, le Jaeger Gipsy Danger, piloté par les frères Raleigh et Yancy Beckett, lutte contre un Kaijū de catégorie 3 surnommé « Tête Tranchante » (Knifehead). Ils s'engagent tous deux dans le combat ; Gipsy semble tout d'abord avoir gagné mais le Kaiju est encore vivant. Ce dernier endommage de manière critique Gipsy et jette Yancy hors du poste de pilotage, le tuant. Raleigh parvient à piloter Gipsy seul, active le canon à plasma restant et tue le monstre avant de ramener le Jaeger. Traumatisé par la mort de Yancy, Raleigh quitte le programme Jaeger. En 2025, les gouvernements mondiaux décident de mettre fin au financement de la construction continue de Jaegers, en faveur de la construction de murs côtiers massifs, alors que les attaques des Kaiju sont sans cesse plus nombreuses et les Jaegers détruits plus rapidement qu'ils ne sont renouvelés. Les Jaegers restants sont relocalisés à Hong Kong sous le commandement du Marshall Stacker Pentecost.
Pentecost retrouve Raleigh devenu ouvrier sur un chantier de construction murale pour le persuader de rejoindre le programme. Ils apprennent par les infos qu'un Kaijû de catégorie 4 défonce sans trop de difficulté le mur côtier de Sydney en Australie, qui ne doit d'éviter la destruction qu'au Jaeger Striker Eureka. En voyageant à la base de Hong Kong, le Shatterdome, Raleigh est présenté à Mako Mori, directrice du programme de restauration des Jaegers et fille adoptive de Pentecost. Le Marshall dévoile alors son projet : détruire la Brèche en utilisant une arme thermonucléaire. Quatre Jaegers restent en opération : Gipsy Danger remis à neuf ;  Cherno Alpha (Russie), Crimson Typhoon (Chine) et Striker Eureka (Australie), piloté par le père (Herc) et le fils (Chuck) Hansen et qui portera la bombe.
Pour trouver un nouveau copilote, Raleigh participe aux essais, et finit par affronter Mako, découvrant qu'elle est « compatible avec la dérive », mais Pentecost a des réserves. Au cours de leur premier examen, Raleigh est distrait par le souvenir de la mort de Yancy ; Mako, à son tour, est perdue dans la mémoire de l'attaque d'un Kaiju à Tokyo qui a fait d'elle une orpheline. L'adrénaline provoque une réaction de défense de la part du Jaeger, et le canon à plasma de Gipsy menace de s'activer. Mako est promptement relevée des devoirs de pilotage et Raleigh se confronte à Pentecost et lui dit qu'il est trop protecteur. L'échec de la dérive provoque une violente altercation entre Becket et Chuck Hansen, ce dernier reprochant à Mako d'être inutile. Après une bagarre, les deux sont séparés par Herc et Stacker.
Pentecost consulte les experts en Kaiju Newton Geiszler et Herman Gottlieb. Hermann affirme que la Brèche se stabilisera et que les attaques des Kaijus augmenteront en nombre, tandis que Newton suggère de « dériver » avec le cerveau d'un Kaiju pour en savoir plus sur eux. Newton poursuit son plan malgré les protestations de Herman et découvre que les Kaiju sont des armes biologiques cultivées par des colons extraterrestres qui envisagent d'éliminer l'humanité. Avec la permission de Pentecost, Newton recherche le trafiquant Hannibal Chau pour obtenir un cerveau Kaiju en meilleur état et s'y connecter. Cependant, il découvre rapidement que, puisque la « dérive » est un lien à double sens, l'intelligence collective des Kaiju a réciproquement eu accès à son esprit. Peu de temps après, deux nouveaux Kaijus, Leatherback et Otachi, émergent simultanément pour trouver Newton.
Tous les Jaegers sauf Gipsy Danger sont envoyés pour intervenir. Malheureusement, la mission devient un désastre lorsque Otachi détruit le Crimson Typhoon en arrachant son cockpit, tandis que Leatherback fait exploser Cherno Alpha et paralyse Striker Eureka avec une impulsion électromagnétique. Pentecost, à contrecœur, permet à Mako et Raleigh de piloter Gipsy Danger, le seul immunisé contre l'IEM (étant analogique). Le Jaeger affronte et tue successivement Leatherbak et Otachi. En examinant le corps d'Otachi, Newton et Hannibal découvrent qu'elle est enceinte. Le fœtus Kaiju sort alors du ventre d'Otachi et dévore Hannibal, ne laissant sur place qu'une de ses chaussures. Le Kaiju meurt ensuite rapidement, étranglé par son propre cordon ombilical. Newton et Hermann se connectent au cerveau du fœtus et découvrent que la Brèche ne peut s'ouvrir qu'en présence de l'ADN d'un Kaiju.
Comme Herc a été blessé au cours du précédent combat (ayant été projeté contre un mur après que Leatherback ait frappé la tête du robot), Pentecost décide de piloter lui-même Striker Eureka avec Chuck. Accompagné de Gipsy Danger, ils s'approchent de la Brèche, défendue par deux Kaijûs de catégorie 4. Prévenu de l'attaque des Jaeger par la nouvelle dérive, un troisième Kaiju (Slattern) en émerge, de catégorie 5, le plus grand jamais rencontré. Les Jaegers tuent un Kaiju et blessent les autres, mais Striker Eureka est immobilisé par le plus grand Kaiju. Pentecost et Chuck décident de faire sauter la bombe, se sacrifiant pour permettre au dernier Jeager d'aller jusqu'au portail ; cependant, la Brèche reste ouverte et le plus grand Kaiju est toujours vivant : Gipsy le tue et traverse la Brèche avec son cadavre, passant dans la dimension des Kaijus. Raleigh provoque ensuite une surcharge du réacteur de son Jaeger et s'éjecte avec Mako à l'aide de capsules de sauvetage. Le réacteur explose, détruisant l'installation postée aux abords de la faille dimensionnelle, tuant plusieurs créatures étrangères et refermant la Brèche. Raleigh et Mako émergent de la surface de l'eau avec leurs capsules. Raleigh est cependant inconscient et ne sentant pas son pouls, Mako le supplie de ne pas mourir. Cependant, il se réveille dans les bras de la jeune femme après que cette dernière l'ait serré trop fort. Peu après, Herc Hansen ordonne la désactivation de l'horloge de guerre, indiquant la victoire de l'humanité face aux Kaijus. Raleigh et Mako, au milieu de l'océan, s'enlacent en attendant d'être récupérés par les hélicoptères.
Scène inter-générique
Le ventre du fœtus Kaiju mort s'agite. De l'intérieur, une lame tranche la chair. Hannibal sort la tête par l'entaille qu'il vient de faire avec son couteau et réclame sa chaussure qu'il a perdue.

## Fiche technique
- Titre original et français : Pacific Rim
- Titre québécois : Rives du Pacifique[1]
- Réalisation : Guillermo del Toro
- Scénario : Travis Beacham et Guillermo del Toro, d'après une histoire de Travis Beacham
- Musique : Ramin Djawadi
- Direction artistique : Andrew Li, Sandi Tanaka, Elinor Rose Galbraith et Richard L. Johnson
- Décors : Andrew Neskoromny et Carol Spier
- Costumes : Kate Hawley
- Photographie : Guillermo Navarro
- Son : John T. Reitz, Gregg Rudloff, Scott Martin Gershin, Tim LeBlanc
- Montage : John Gilroy et Peter Amundson
- Production : Guillermo del Toro, Thomas Tull, Jon Jashni et Mary Parent

Production exécutive (Hong Kong) : Chen On Chu
Production déléguée : Callum Greene
Coproduction : Jillian Share
- Sociétés de production[2] : Double Dare You Productions, avec la participation de Legendary Entertainment et Warner Bros.
- Société de distribution : Warner Bros.
- Budget : 190 millions de $[3]
- Pays de production :  États-Unis,  Mexique
- Langues originales : anglais, japonais, cantonais, mandarin
- Format[4] : couleur - 35 mm / 70 mm / D-Cinema - 1,85:1 (Panavision) - son Dolby Digital | Datasat | SDDS | Dolby Atmos | Dolby Surround 7.1
- Genre : science-fiction et action
- Durée : 131 minutes
- Dates de sortie[5] :
  - États-Unis, Québec[1], Mexique : 12 juillet 2013
  - France, Belgique, Suisse romande[6] : 17 juillet 2013
  - Hong Kong : 18 juillet 2013
- Classification[7] :
  -  États-Unis : Accord parental recommandé, film déconseillé aux moins de 13 ans (certificat #48301) (PG-13 - Parents Strongly Cautioned)[Note 1].
  -  Mexique : 12 ans et plus (B)[Note 2].
  -  Hong Kong : Ne convient pas aux enfants (IIA - Catégorie Deux-A)[Note 3].
  -  France : Tous publics (visa d'exploitation no 137252 délivré le 10 juillet 2013)[8].
  -  Québec : Tous publics (G - General Rating)[1].
  -  Suisse : Interdit aux moins de 14 ans[9].

## Distribution
- Charlie Hunnam (VF : Thibaut Belfodil ; VQ : Daniel Roy) : Raleigh Becket
- Rinko Kikuchi (VF : Geneviève Doang ; VQ : Catherine Bonneau) : Mako Mori
- Idris Elba (VF : Jean-Paul Pitolin ; VQ : Patrick Chouinard) : Marshall Stacker Pentecost
- Charlie Day (VF : Benoît DuPac ; VQ : Hugolin Chevrette) : Dr Newton « Newt » Geizler
- Ron Perlman (VF : Sylvain Lemarié ; VQ : Yves Corbeil) : Hannibal Chau
- Max Martini (VF : Jean-Michel Fête ; VQ : Benoît Rousseau) : Hercules « Herc » Hansen
- Burn Gorman (VF : Jérémy Prévost ; VQ : Gilbert Lachance) : Dr Hermann Gottlieb
- Clifton Collins Jr. (VF : Sébastien Desjours ; VQ : Alexandre Fortin) : Tendo Choi
- Robert Kazinsky (VF : Axel Kiener ; VQ : Nicolas Charbonneaux-Collombet) : Chuck Hansen
- Diego Klattenhoff (VF : Raphaël Cohen; VQ : Pierre-Étienne Rouillard) : Yancy Becket
- Heather Doerksen (VF : Liana Fulga) : Sasha Kaidanovsky
- Robert Maillet : Aleksis Kaidanovsky
- Mana Ashida : Mako Mori enfant
- Ellen McLain (VF : Josiane Pinson) : la voix de l'intelligence artificielle Gipsy Danger
- Brad William Henke (VF : Stéphane Bazin) : le contremaitre
- Julian Barnes (VF : Hervé Furic) : le représentant britannique aux Nations unies
- David Fox (VF : Patrick Raynal) : le vieil homme sur la plage
- Joe Pingue (VF : Stéphane Bazin) : le capitaine Merritt
- Robin Thomas (en) (VF : François Dunoyer) : le représentant américain aux Nations unies
- Mishu Vellani (VF : Laura Zichy) : une représentante
- Tyler Stevenson (VF : Oscar Pauwels) : Yancy, jeune

Source et légende : version française (VF) sur Voxofilm et version québécoise (VQ) sur Doublage Québec

## Personnages

### Jaegers
Les jaeger (de l'allemand Jäger, « chasseur ») sont des robots géants, pilotés conjointement par connexion neuronale par deux pilotes. Ils ont été créés pour contrer les kaiju, qui étaient impossibles à battre en utilisant des armes classiques, du fait de leur stratégie changeante. Ils font au moins vingt-cinq étages de haut. Guillermo del Toro s'est inspiré de technologies déjà existantes ou en cours d'étude pour créer ses robots, afin de les rendre plus réalistes[source insuffisante]. Les jaegers du film sont :
- Striker Eureka : Australie - pilotes : Herc Hansen et Chuck Hansen (Stacker Pentecost remplace Herc Hansen en raison de son bras cassé par Leatherback) - statut : détruit lors de l'explosion de la bombe nucléaire. Stacker et Chuck décèderont dans l'explosion de leur jaeger.

Date de lancement : 2 novembre 2019 - Mark 5 - 76 mètres et 1 850 tonnes. Tueur de 11 kaijus (dont 1 par son explosion).
- Crimson Typhoon : Chine - pilotes : Cheung Wei, Jin Wei et Hu Wei - statut : détruit par Otachi. Les triplés Wei décéderont dans la destruction du cockpit de leur jaeger.

Date de lancement : 22 août 2018 - Mark 4 - 76 mètres et 1 722 tonnes. Tueur de 7 kaijus.
- Cherno Alpha : Russie - pilotes : Aleksis Kaidanovsky et Sasha Kaidanovsky - statut : détruit par Otachi et Leatherback. Aleksis et Sasha périront noyés.

Date de lancement : 4 juillet 2015 - Mark 1 - 85 mètres et 2 412 tonnes. Tueur de 6 kaijus.
- Gipsy Danger : États-Unis - pilotes : Raleigh Becket et Mako Mori (Yancy Becket - Décédé) - statut : mis hors service, réparé puis détruit par l'explosion de son réacteur nucléaire. Yancy est décédé lors d'une brèche du cockpit à la première mise hors-service par Knifehead. Raleigh et Mako ont pu s'éjecter à temps.

Date de lancement : 10 juillet 2017 - Mark 3 - 79 mètres et 1 980 tonnes. Tueur de 10 kaijus. Destruction de la brèche et des pilotes de kaijus
- Coyote Tango : Japon - pilotes : Stacker Pentecost et Tamsin Sevier - statut : détruit. Tamsin est mort au combat, ce qui forcera Stacker à piloter en solo contre Onibaba.

Date de lancement : 30 décembre 2015 - Mark 1 - 85 mètres et 2 312 tonnes. Tueur de 2 kaijus.

### Kaijus
Les kaijus sont une race de créatures amphibies géantes qui ont été créés génétiquement par une race d'extraterrestres inter-dimensionnelle venue d'un monde que l'on nomme le pré-univers. Ces aliens se nomment les précurseurs. En 2013, les précurseurs ont ouvert un portail inter-dimensionnel situé au large des côtes de la Chine, près de Guam, sur le sol de la Challenger Deep de l'océan Pacifique qu'on surnomme la Brèche. Leur sang, appelé le bleu kaiju, est une substance fluorescente très toxique pour la Terre et les humains. La plupart des kaijus ont une lueur bioluminescente extérieure sur le corps et une lueur bioluminescente intérieure, dans la bouche. Les kaijus du film sont :
- Slattern : kaiju à tête de requin-marteau, avec un corps ressemblant à celui d'un amphibien comportant 3 queues. Il a une lueur bleue au fond de sa gueule et sur son corps. Son nom signifie « souillon » (être sale, mal propre). Il est le plus fort des kaijus, intelligent, agile, toxique et plus grand. Un kaiju de 5e catégorie (CAT V) apparu le 12 janvier 2025 à côté de la brèche. Tué par Gipsy Danger à l'aide de son réacteur en lui explosant le torse.
- Leatherback : kaiju ressemblant à un gorille et à une tortue avec sur son dos des plaques blindées, faisant une sorte de carapace. Il a aussi sur sa tête une crête qui cache derrière des tiges dégageant une lueur bleu-vert. Il a une lueur bleue qui sort de sa bouche et une lueur verte sur son corps. Il a aussi la capacité de générer une impulsion électromagnétique, depuis sa carapace. Son nom signifie « dos en cuir ». Un kaiju de 4e catégorie (CAT IV) apparu le 8 janvier 2025 à Hong Kong. Tué par Gipsy Danger à l'aide de son canon à plasma en lui tirant plusieurs fois dans le côté gauche du torse et en lui coupant le bras gauche (plus 3 ou 4 fois dans le ventre pour être sûr qu'il est mort).
- Otachi : Kaiju femelle ressemblant particulièrement à un dragon. Il est le seul vu capable de voler. Elle a une lueur bleue qui sort de sa bouche et sur son corps, elle a aussi la capacité de cracher de l'acide, stocké dans un sac sous sa mâchoire inférieure qui peut s'ouvrir en deux possédant au bout de la queue une serre ressemblant à un grappin. Elle a également une étrange langue bleue qu'elle utilise peut-être pour détecter la chaleur comme un serpent. Dans le film, Otachi est enceinte. Un kaiju de 4e catégorie (CAT IV) apparu le 8 janvier 2025 à Hong Kong. Tuée par Gipsy Danger à l'aide de son épée en la coupant en deux.
- Le bébé kaiju : kaiju sorti du ventre d'Otachi coupé en deux. Il meurt étranglé par son cordon ombilical.
- Scunner : kaiju avec deux larges défenses, au caractère de taureau. Il a 4 bras, et une lueur verte sur son corps. Il se peut qu'il soit le frère jumeau de Knifehead et Trespasser. Un kaiju de 4e catégorie (CAT IV) apparu le 12 janvier 2025 à côté de la brèche. Tué par l'explosion de Striker Eureka.
- Raiju : kaiju à tête de crocodile (il s'agit d'une enveloppe protégeant sa tête, formant une seconde mâchoire qui s'ouvre en trois) et au corps de Pangolin. Il a une lueur bleue qui sort de sa bouche et une lueur jaune sur son corps. Un kaiju de 4e catégorie (CAT IV) apparu le 12 janvier 2025 à côté de la brèche. Tué par Gipsy Danger à l'aide de son épée en le coupant en deux.
- Knifehead : kaiju à tête de couteau. Il possède aussi 4 bras, une lueur bleue qui sort de sa bouche et une lueur jaune sur son corps. Il se peut qu'il soit le frère jumeau de Trespasser et Scunner. Un kaiju de 3e catégorie (CAT III) apparu le 29 février 2020 au bord d'Anchorage, en Alaska. Tué par Gipsy Danger à l'aide de son canon à plasma, mais lors de son combat contre lui, il aura tué Yancy Becket, ce qui a donc amené Raleigh à piloter Gipsy seul pour le tuer.
- Trespasser (Axehead) : kaiju à tête de hache qui a 4 bras et une lueur jaune-orangée qui sort de sa bouche et une lueur jaune sur son corps. Il se peut qu'il soit le frère jumeau de Knifehead et Scunner. Son nom signifie « intrus ». Il est le premier Kaiju apparu (sans doute une catégorie I (CAT I)), le 10 août 2013 à San Francisco. Il est tué par l'armée américaine à l'aide d'une bombe nucléaire.
- Mutavore (Bladehead) : kaiju avec une tête en forme de lame. Il possède sa bouche au-dessus de ses yeux. Il a une lueur jaune sur son corps. Il détruit le mur anti-kaiju en moins d'une heure. Un Kaiju de 4e catégorie (CAT IV) apparu le 2 janvier 2025 à Sydney. Tué par Striker Eureka à l'aide de ses missiles en lui tirant dessus à plusieurs reprises.
- Onibaba : Kaiju ressemblant à un crabe. Il a une lueur jaune sur son corps. Son nom signifie littéralement en japonais « la vieille démone » et qui se traduit en « sorcière ». Il a failli tuer Mako Mori lorsqu'elle était enfant, mais l'arrivée de Coyote Tango l'en empêchera. Un kaiju de 2e catégorie (CAT II) apparu le 15 mai 2016 à Tokyo. Tué par Coyote Tango à l'aide de ses deux canons sur les épaules.

## Production

### Genèse et développement

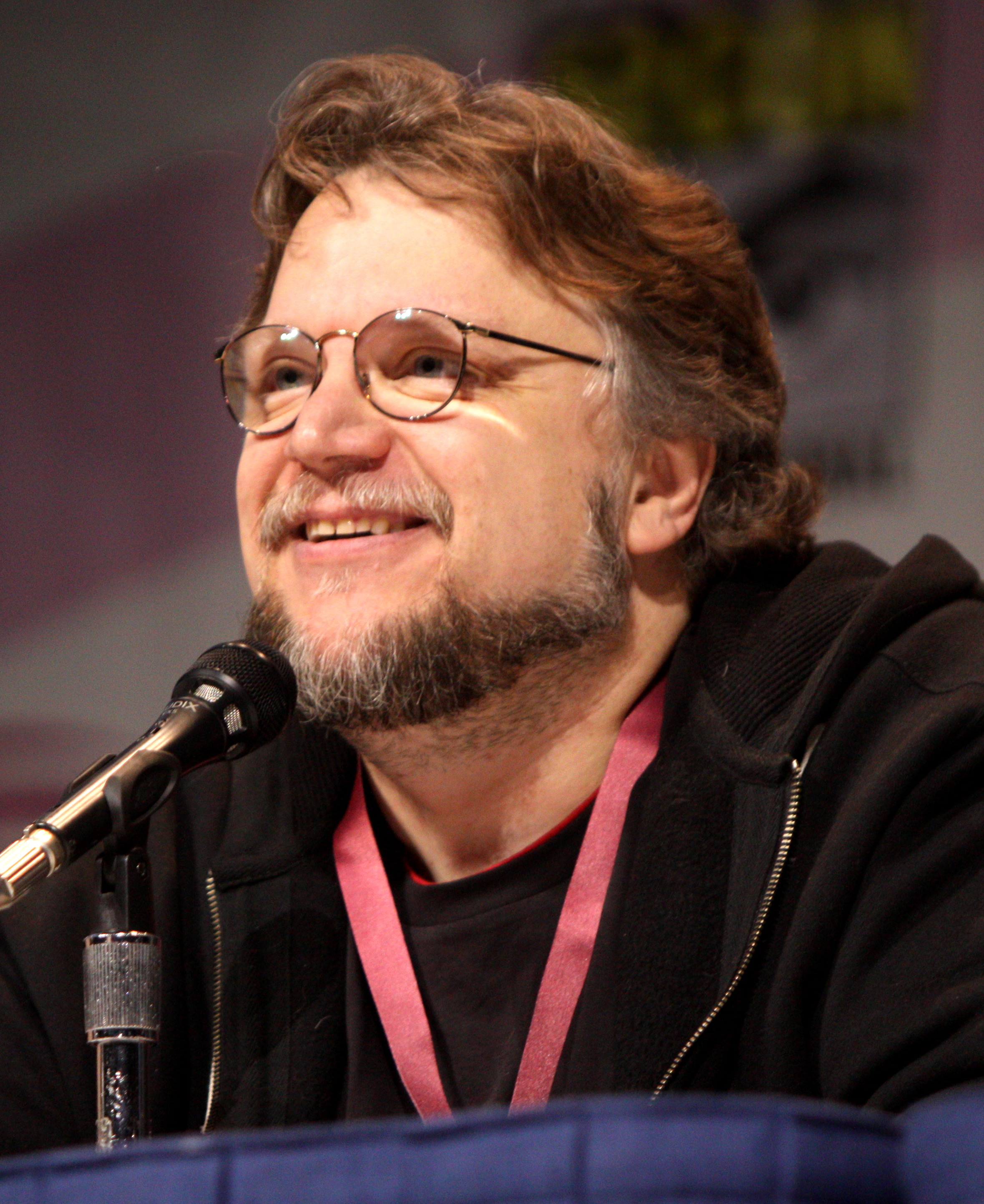
Le réalisateur Guillermo Del Toro, pour la promotion du film au WonderCon 2013.

Le scénariste Travis Beacham a eu l'idée de départ du film lors d'une balade sur une plage de Santa Monica : « par un matin brumeux, la digue que j'apercevais au loin, dans le brouillard, m’a soudain fait penser à un monstre gigantesque sortant de l’eau pour aller affronter un robot géant qui l’attendait sur le rivage ». Grand fan des films de kaijū, Guillermo del Toro arrive sur le projet après l'avortement de son adaptation de la nouvelle Les Montagnes hallucinées de H. P. Lovecraft. Il participe alors à l'écriture du scénario avec Travis Beacham. Travis Beacham et Guillermo del Toro avaient déjà collaboré sur un projet évoqué en 2006, Killing on Carnival Row, qui ne s'est jamais concrétisé.
Guillermo del Toro s'est grandement inspiré pour Pacific Rim du folklore moderne japonais. Les kaijus sont une référence aux monstres mythologiques japonais, qui constituent le centre du genre des films de kaiju. On peut citer parmi eux Godzilla, qui en est le plus célèbre exemple. On peut noter un possible clin d'œil à ce dernier dans le film, les cris poussés par Leatherback ressemblent très fortement au célèbre cri de Godzilla. Les jaegers eux, sont inspirés des animés de mecha asiatiques des années 1970 à la fin des années 1990, tels que Goldorak, Evangelion, Escaflowne ou Patlabor. L'inspiration du film se voit également dans son atmosphère, et ses décors, très colorés et lumineux, ainsi que les grands nombres de lieux du film, qui sont pour la plupart situés en Asie de l'est, du côté du Pacifique.

### Attribution des rôles
Henry Cavill, Taylor Kitsch, Aaron Taylor-Johnson, Aaron Paul et Luke Bracey étaient envisagés pour le rôle de Raleigh Beckett, finalement incarné par Charlie Hunnam.
Tom Cruise, qui était auparavant lié au projet avorté d'adaptation du roman Les Montagnes hallucinées de H. P. Lovecraft, devait tenir le rôle de Stacker Pentecost, qui est finalement attribué à Idris Elba.
Stellan Skarsgård devait incarner le rôle de Herc Hansen, finalement attribué à Max Martini.
Guillermo del Toro retrouve ici l'un de ses acteurs fétiches, Ron Perlman, après Cronos, Blade 2, Hellboy et Hellboy 2 : Les Légions d'or maudites.
Ellen McLain (GLaDOS dans le jeu Portal de Valve) prête sa voix à l'ordinateur central.

### Tournage
Le tournage débute le 14 novembre 2011, avec la caméra Red EPIC. Il a lieu aux Pinewood Toronto Studios et à Toronto au Canada.
Le tournage dure 103 jours, alors que le réalisateur avait l'habitude de tourner ses films en 115 jours. Le tournage a donc eu lieu 7 jours sur 7 avec une seconde équipe très active. Guillermo del Toro a travaillé jusqu'à 18 heures par jour.

### 3D
Contre l'avis de Guillermo del Toro, la Warner Bros. projette de convertir le film en 3D après le tournage,.

### Musique
Albums de Ramin Djawadi
L'Aube rouge
(2012)
La bande originale est composée par Ramin Djawadi, choisi par le studio pour son travail sur le film Iron Man et la série Le Trône de fer.
| Liste des titres | Liste des titres                       | Liste des titres | Liste des titres | Liste des titres | Liste des titres | Liste des titres | Liste des titres | Liste des titres | Liste des titres |
| No               | Titre                                  | Durée            |                  |                  |                  |                  |                  |                  |                  |
| ---------------- | -------------------------------------- | ---------------- | ---------------- | ---------------- | ---------------- | ---------------- | ---------------- | ---------------- | ---------------- |
| 1.               | Pacific Rim                            | 4:53             |                  |                  |                  |                  |                  |                  |                  |
| 2.               | Gipsy Danger                           | 3:18             |                  |                  |                  |                  |                  |                  |                  |
| 3.               | Canceling the Apocalypse               | 3:37             |                  |                  |                  |                  |                  |                  |                  |
| 4.               | Just a Memory                          | 2:07             |                  |                  |                  |                  |                  |                  |                  |
| 5.               | 2500 Tons of Awesome                   | 1:05             |                  |                  |                  |                  |                  |                  |                  |
| 6.               | The Shatterdome                        | 2:30             |                  |                  |                  |                  |                  |                  |                  |
| 7.               | Mako                                   | 4:23             |                  |                  |                  |                  |                  |                  |                  |
| 8.               | Call Me Newt                           | 1:42             |                  |                  |                  |                  |                  |                  |                  |
| 9.               | Jaeger Tech                            | 1:58             |                  |                  |                  |                  |                  |                  |                  |
| 10.              | To Fight Monsters, We Created Monsters | 2:03             |                  |                  |                  |                  |                  |                  |                  |
| 11.              | Better Than New                        | 1:42             |                  |                  |                  |                  |                  |                  |                  |
| 12.              | We Are the Resistance                  | 1:50             |                  |                  |                  |                  |                  |                  |                  |
| 13.              | Double Event                           | 2:27             |                  |                  |                  |                  |                  |                  |                  |
| 14.              | Striker Eureka                         | 1:55             |                  |                  |                  |                  |                  |                  |                  |
| 15.              | Physical Compatibility                 | 2:31             |                  |                  |                  |                  |                  |                  |                  |
| 16.              | Category 5                             | 2:15             |                  |                  |                  |                  |                  |                  |                  |
| 17.              | Pentecost                              | 2:11             |                  |                  |                  |                  |                  |                  |                  |
| 18.              | Go Big or Go Extinct                   | 2:24             |                  |                  |                  |                  |                  |                  |                  |
| 19.              | Hannibal Chau                          | 1:33             |                  |                  |                  |                  |                  |                  |                  |
| 20.              | For My Family                          | 1:58             |                  |                  |                  |                  |                  |                  |                  |
| 21.              | No Pulse                               | 0:58             |                  |                  |                  |                  |                  |                  |                  |
| 22.              | Kaiju Groupie                          | 1:15             |                  |                  |                  |                  |                  |                  |                  |
| 23.              | Deep Beneath the Pacific               | 1:56             |                  |                  |                  |                  |                  |                  |                  |
| 24.              | The Breach                             | 3:14             |                  |                  |                  |                  |                  |                  |                  |
| 25.              | We Need a New Weapon                   | 1:40             |                  |                  |                  |                  |                  |                  |                  |
| 57:41            |                                        |                  |                  |                  |                  |                  |                  |                  |                  |

## Sortie et accueil

### Accueil critique
Sur l'agrégateur américain Rotten Tomatoes, le film récolte 72 % d'opinions favorables pour 298 critiques. Sur Metacritic, il obtient une note moyenne de 65⁄100 pour 48 critiques.
En France, le site Allociné propose une note moyenne de 3,4⁄5 à partir de l'interprétation de critiques provenant de 24 titres de presse.
Le traitement des personnages féminins est bien accueilli, et inspire le test de Mako Mori[réf. nécessaire].

### Box-office
| Pays ou région | Box-office        | Date d'arrêt du box-office | Nombre de semaines |
| -------------- | ----------------- | -------------------------- | ------------------ |
| États-Unis     | 101 802 906 $,    | 17 octobre 2013            | 14                 |
| France         | 1 019 101 entrées | 10 septembre 2013          | 8                  |
| Total mondial  | 411 002 906 $     | 31 décembre 2013           | -                  |

## Distinctions
Entre 2013 et 2014, Pacific Rim a été sélectionné 55 fois dans diverses catégories et a remporté 7 récompenses,.

### Distinctions 2013
| Festivals de cinéma                                                      | Catégorie / Récompense                                              | Nommé(es) / Lauréat(es)                                                                                   | Nommé(es) / Lauréat(es) |
| ------------------------------------------------------------------------ | ------------------------------------------------------------------- | --- | ----------------------- |
| Association des critiques de cinéma de Saint-Louis                       | Meilleurs effets visuels                                            | John Knoll, Susan Greenhow, Christopher Raimo et Hal T. Hickel                                            | Nomination              |
| Association professionnelle d'Hollywood (Hollywood Post Alliance)        | Prix HPA des Meilleurs effets visuels dans un long métrage          | Lindy DeQuattro, Eddie Pasquarello, Nigel Sumner, Derrick Carlin, Chris Lentz et Industrial Light & Magic | Lauréat                 |
| Association professionnelle d'Hollywood (Hollywood Post Alliance)        | Meilleur son dans un long métrage                                   | Tim LeBlanc, John T. Reitz, Gregg Rudloff †, Scott Martin Gershin, Warner Bros. Sound, Soundelux          | Nomination              |
| Association professionnelle d'Hollywood (Hollywood Post Alliance)        | Meilleur étalonnage des couleurs dans un long métrage               | Maxine Gervais, Warner Bros. Motion Picture Imaging                                                       | Nomination              |
| Communauté du circuit des récompenses (Awards Circuit Community Awards)  | Meilleurs effets visuels                                            | (Finaliste)                                                                                               | Nomination              |
| Festival du film de Hollywood                                            | Prix du cinéma hollywoodien des Meilleurs effets visuels de l'année | John Knoll                                                                                                | Lauréat                 |
| Festival du film de Hollywood                                            | Nommé au Prix du film hollywoodien                                  | Guillermo del Toro                                                                                        | Nomination              |
| Prix de la bande-annonce d'or                                            | Meilleure bande-annonce blockbuster de l'été 2013                   | Warner Bros. et Trailer Park                                                                              | Nomination              |
| Prix de la bande-annonce d'or                                            | Meilleure affiche de blockbuster de l'été 2013                      | Warner Bros.                                                                                              | Nomination              |
| Prix des arts clés (Key Art Awards)                                      | Meilleure bande-annonce audio ou visuel                             | Warner Bros. et Buddha Jones (pour le spot télévisé Within)                                               | Nomination              |
| Prix des arts clés (Key Art Awards)                                      | Meilleure technique audio / visuelle                                | Warner Bros. et Buddha Jones (pour sa conception sonore dans la bande-annonce Within)                     | Nomination              |
| Prix des arts clés (Key Art Awards)                                      | Meilleure technique audio / visuelle                                | Warner Bros. et Trailer Park (pour sa conception sonore dans le premier trailer Apocalypse)               | Nomination              |
| Prix du jeune public                                                     | Meilleur film d'action de l'été                                     | Pacific Rim                                                                                               | Nomination              |
| Prix IGN du cinéma d'été (IGN Summer Movie Awards)                       | Meilleur film de science-fiction                                    | Pacific Rim                                                                                               | Nomination              |
| Prix IGN du cinéma d'été (IGN Summer Movie Awards)                       | Meilleur film en 3D                                                 | Pacific Rim                                                                                               | Nomination              |
| Prix Rondo Hatton horreur classique (Rondo Hatton Classic Horror Awards) | Meilleur film                                                       | Guillermo del Toro                                                                                        | Nomination              |
| Prix Schmoes d'or (Golden Schmoes Awards)                                | Film le plus surestimé de l'année                                   | Pacific Rim                                                                                               | Nomination              |
| Prix Schmoes d'or (Golden Schmoes Awards)                                | Film le plus sous-estimé de l'année                                 | Pacific Rim                                                                                               | Nomination              |
| Prix Schmoes d'or (Golden Schmoes Awards)                                | Meilleur film de science-fiction de l'année                         | Pacific Rim                                                                                               | Nomination              |
| Prix Schmoes d'or (Golden Schmoes Awards)                                | Meilleurs effets spéciaux de l'année                                | Pacific Rim                                                                                               | Nomination              |
| Prix Schmoes d'or (Golden Schmoes Awards)                                | Meilleure scène d'action de l'année                                 | ("Chaque bataille kaiju contre Jaeger")                                                                   | Nomination              |
| Prix Schmoes d'or (Golden Schmoes Awards)                                | Meilleure réplique de l'année                                       | ("Aujourd'hui, nous annulons l'apocalypse")                                                               | Nomination              |
| Société des critiques de films de Las Vegas                              | Prix Sierra du Meilleur film d'horreur ou de science-fiction        | Pacific Rim                                                                                               | Lauréat                 |
| Société des critiques de films Internet (Internet Film Critic Society)   | Prix IFCS du Meilleur film d'action                                 | Pacific Rim                                                                                               | Lauréat                 |

### Distinctions 2014
| Festivals de cinéma                                                                         | Catégorie / Récompense                                                                     | Nommé(es) / Lauréat(es)                                                     | Nommé(es) / Lauréat(es) |
| ------------------------------------------------------------------------------------------- | ------------------------------------------------------------------------------------------ | --------------------------------------------------------------------------- | ----------------------- |
| Académie des films de science-fiction, fantastique et d'horreur - Prix Saturn               | Meilleur film de science-fiction                                                           | Pacific Rim                                                                 | Nomination              |
| Académie des films de science-fiction, fantastique et d'horreur - Prix Saturn               | Meilleure réalisation                                                                      | Guillermo del Toro                                                          | Nomination              |
| Académie des films de science-fiction, fantastique et d'horreur - Prix Saturn               | Meilleurs décors                                                                           | Andrew Neskoromny et Carol Spier                                            | Nomination              |
| Académie des films de science-fiction, fantastique et d'horreur - Prix Saturn               | Meilleur montage                                                                           | Peter Amundson et John Gilroy                                               | Nomination              |
| Académie des films de science-fiction, fantastique et d'horreur - Prix Saturn               | Meilleurs effets spéciaux                                                                  | John Knoll, Clay Pinney, James E. Price et Rocco Larizza                    | Nomination              |
| Association des critiques de cinéma                                                         | Meilleurs effets visuels                                                                   | -                                                                           | Nomination              |
| Association des critiques de cinéma de Seattle                                              | Meilleurs effets visuels                                                                   | John Knoll, Hal T. Hickel, James E. Price et Lindy DeQuattro                | Nomination              |
| Association du cinéma et de la télévision en ligne (Online Film & Television Association)   | Meilleur montage d'effets sonores                                                          | Scott Martin Gershin                                                        | Nomination              |
| Association du cinéma et de la télévision en ligne (Online Film & Television Association)   | Meilleurs effets visuels                                                                   | John Knoll, Hal T. Hickel, Susan Greenhow et Christopher Raimo              | Nomination              |
| Association du cinéma et de la télévision en ligne (Online Film & Television Association)   | Meilleure bande-annonce de film                                                            | (pour la deuxième bande-annonce de cinéma)                                  | Nomination              |
| Écrivains de science-fiction et de fantaisie d'Amérique                                     | Nommé au Prix Ray-Bradbury                                                                 | Guillermo del Toro et Travis Beacham                                        | Nomination              |
| Festival du film noir d'Acapulco (Acapulco Black Film Festival)                             | Meilleur acteur de l'année                                                                 | Idris Elba                                                                  | Nomination              |
| Prix Annie                                                                                  | Annie de la Meilleure réalisation d'effets animés dans un film en prises de vues réelles   | Michael Balog, Ryan Hopkins, Pat Conran et Florian Witzel                   | Lauréat                 |
| Prix Annie                                                                                  | Meilleure animation de personnage dans un film en prises de vue réelles                    | Hal T. Hickel, Chris Lentz, Derrick Carlin, Steve Rawlins et Kyle Winkelman | Nomination              |
| Prix CinEuphoria (CinEuphoria Awards)                                                       | Meilleurs Effets Spéciaux (Sons ou Visuels) - Compétition Internationale                   | John Knoll                                                                  | Nomination              |
| Prix du cinéma en ligne italien (IOMA) (Italian Online Movie Awards (IOMA))                 | Meilleurs effets spéciaux                                                                  | John Knoll, Clay Pinney, James E. Price et Rocco Larizza                    | Nomination              |
| Prix du Derby d'or                                                                          | Meilleurs effets visuels                                                                   | Hal T. Hickel, John Knoll, Lindy DeQuattro et Nigel Sumner                  | Nomination              |
| Prix Empire                                                                                 | Meilleur film fantastique ou de science-fiction                                            | Pacific Rim                                                                 | Nomination              |
| Prix Huading                                                                                | Prix Huading du Meilleur réalisateur mondial pour un film                                  | Guillermo del Toro                                                          | Lauréat                 |
| Prix Huading                                                                                | Prix Huading de la Meilleure révélation masculine mondiale dans un film                    | Charlie Hunnam                                                              | Lauréat                 |
| Prix Hugo                                                                                   | Meilleure présentation dramatique (format long)                                            | Travis Beacham et Guillermo del Toro                                        | Nomination              |
| Prix internationaux du cinéma en ligne (INOCA) (International Online Cinema Awards (INOCA)) | Meilleurs effets visuels                                                                   | Hal T. Hickel, John Knoll, Lindy DeQuattro et Nigel Sumner                  | Nomination              |
| Prix Jupiter                                                                                | Meilleur acteur international                                                              | Idris Elba                                                                  | Nomination              |
| Récompenses des arts du cinéma et de la télévision de la British Academy,                   | Meilleurs effets visuels                                                                   | Hal T. Hickel, John Knoll, Lindy DeQuattro et Nigel Sumner                  | Nomination              |
| Société des critiques de cinéma de Denver                                                   | Meilleur film de science-fiction / horreur                                                 | Pacific Rim                                                                 | Nomination              |
| Société des effets visuels                                                                  | Meilleurs effets visuels dans un film basé sur les effets visuels                          | Hal T. Hickel, John Knoll, Susan Greenhow et Christopher Raimo              | Nomination              |
| Société des effets visuels                                                                  | Meilleur personnage animé dans un film en prises de vues réelles                           | Jakub Pistecky, Frank Gravatt, Cyrus Jam et Chris Havreberg                 | Nomination              |
| Société des effets visuels                                                                  | Meilleure cinématographie virtuelle dans un film en prises de vues réelles                 | Colin Benoit, Nick Walker, Adam Schnitzer et Victor Schutz                  | Nomination              |
| Société des effets visuels                                                                  | Meilleurs maquettes dans un film                                                           | Dave Fogler, Alex Jaeger, Aaron Wilson et David Richard Nelson              | Nomination              |
| Société des effets visuels                                                                  | Meilleur effets spéciaux et animation de simulation dans un film en prises de vues réelles | Ryan Hopkins, Michael Balog, Pat Conran et Rick Hankins                     | Nomination              |
| Société des effets visuels                                                                  | Meilleur environnement fictif dans un film en prises de vues réelles                       | Johan Thorngren, Jeremy Bloch, David Meny et Polly Ing                      | Nomination              |

## Autour du film

### Suite
À la fin 2012, bien avant la sortie à l'été 2013, il est révélé que le scénariste Travis Beacham travaille sur l'écriture d'une suite. Guillermo del Toro devait la réaliser, mais il préféra se consacrer à un projet plus personnel avec La Forme de l'eau. Il se contente donc de rester producteur sur Pacific Rim: Uprising.

### Produits dérivés
Il existe une novélisation du film, écrite par Alex Irvine, éditée par Titan Books (en) et sortie en juillet 2013. La version française a été publiée par les éditions Bragelonne.
Le film a été également adapté en jeux vidéo.
Il existe un roman graphique intitulé Pacific Rim: Tales From Year Zero, se déroulant 1 an avant les événements du film Pacific Rim, et raconte l'histoire de la journaliste Naomi Sokolov, travaillant sur une rétrospective de l’histoire du programme Jaeger et de la guerre contre les Kaiju du point de vue de trois témoins: Tendo Choi, Jasper Schoenfeld et Stacker Pentecost.
Le comics Pacific Rim: Tales From The Drift, et Pacific Rim: Aftermath qui explore les 10 ans entre le premier film et le deuxième en introduisant des nouveaux personnages.